# 경상북도의 문화재자료 (제301호 ~ 제400호)
경상북도 문화재자료는 문화재자료 중에서 경상북도 내에 있는 문화재자료를 의미한다.

## 지정 목록

### 제301호 ~ 제400호
| 번호  | 사진 | 명칭                                                                        | 소재지                                      | 관리자 (단체)            | 지정일                                                                        | 참조 |
| 301호 |      | 경주기림사소장유물 (慶州祇林寺所蔣遺物)                                     | 경북 경주시 양북면 호암리 420 함월전시관    | 함월전시관               | 1995년 1월 14일 지정                                                          |      |
| 302호 |      | 충절사·상의재 (忠節祠·尙義齋)                                               | 경북 문경시 산양면 위만리 109, 474          | 영월엄씨문중             | 1995년 1월 14일 지정                                                          |      |
| 303호 |      | 백암재사 (栢巖齋舍)                                                         | 경북 봉화군 상운면 운계리 635               | 선성김씨문중             | 1995년 1월 14일 지정                                                          |      |
| 304호 |      | 의성장춘리비로자나석불좌상 (義城長春里毘盧舍那石佛坐像)                     | 경북 의성군 비안면 장춘리 산16-3            | 의성군                   | 1995년 6월 19일 지정                                                          |      |
| 305호 |      | 의성내산리석불좌상 (義城內山里石佛坐像)                                     | 경북 의성군 구천면 내산리 산25              | .                        | 1995년 6월 19일 지정                                                          |      |
| 306호 |      | 사암재 (思庵齋)                                                             | 경북 영덕군 창수면 신기리 471               | 이근화                   | 1995년 6월 19일 지정                                                          |      |
| 307호 |      | 우계종택 (愚溪宗宅)                                                         | 경북 영덕군 창수면 인량리 412-1             | 이혁희                   | 1995년 6월 19일 지정, 2013년 7월 11일 해제, 경북 민속문화재 제184호로 승격    |      |
| 308호 |      | 금호서원 (琴湖書院)                                                         | 경북 청도군 이서면 홍선리 44외 3필          | 재령이씨지암종중         | 1995년 6월 19일 지정                                                          |      |
| 309호 |      | 청도대운암목조관음보살좌상및복장유물 (靑道大雲庵木造觀音菩薩坐像및腹藏遺物) | 경북 청도군 청도읍 유호리 산1-1             | 대운암                   | 1995년 6월 30일 지정                                                          |      |
| 310호 |      | 울진 내성행상 불망비 (蔚珍 乃城行商 不忘碑)                                 | 경북 울진군 북면 십이령로(두천리 206-1)     | 두천리동회               | 1995년 6월 30일 지정                                                          |      |
| 311호 |      | 금릉옥률리석조아미타여래입상 (金陵玉栗里石造阿彌陀如來立像)                 | 경북 김천시 어모면 옥률리 995               | 김천시                   | 1995년 6월 30일 지정                                                          |      |
| 312호 |      | 경주안심리암각화 (慶州安心里岩刻畵)                                         | 경북 경주시 내남면 안심리 14                | 경주시                   | 1995년 12월 1일 지정                                                          |      |
| 313호 |      | 덕봉정사 (德峰精舍)                                                         | 경북 경주시 마동 538                        | 경주이씨덕봉공파문중     | 1995년 12월 1일 지정                                                          |      |
| 314호 |      | 도리사목조아미타여래좌상 (桃李寺木造阿彌陀如來坐像)                         | 경북 구미시 해평면 송곡리 403               | 도리사                   | 1995년 12월 1일 지정                                                          |      |
| 315호 |      | 첨모당 (瞻慕堂)                                                             | 경북 영주시 단산면 병산리 315               | 창원황씨봉례공파문중     | 1995년 12월 1일 지정                                                          |      |
| 316호 |      | 돈수재 (돈수齋)                                                             | 경북 영덕군 지품면 송천리 124-2             | 김영락                   | 1995년 12월 1일 지정                                                          |      |
| 317호 |      | 용담사금정암화엄강당 (龍潭寺金井庵華嚴講堂)                                 | 경북 안동시 길안면 금곡리 247               | 용담사                   | 1996년 1월 20일 지정                                                          |      |
| 318호 |      | 도리사 극락전 (桃李寺 極樂殿)                                               | 경북 구미시 해평면 송곡리 403               | 도리사                   | 1996년 1월 20일 지정, 2013년 4월 8일 해제, 경북 유형문화재 제466호로 재지정   |      |
| 319호 |      | 분황사약사여래입상 (芬皇寺藥師如來立像)                                     | 경북 경주시 구황동 312                      | 분황사                   | 1996년 5월 14일 지정                                                          |      |
| 320호 |      | 목사공종택 (牧使公宗宅)                                                     | 경북 영덕군 축산면 칠성리 169               | 박신일                   | 1996년 7월 16일 지정                                                          |      |
| 321호 |      | 적천사대웅전 (磧川寺大雄殿)                                                 | 경북 청도군 청도읍 원리 981                 | 적천사                   | 1996년 7월 16일 지정                                                          |      |
| 322호 |      | 광풍정 (光風亭)                                                             | 경북 안동시 서후면 금계리 774               | 안동장씨경당공파종중     | 1996년 12월 5일 지정                                                          |      |
| 323호 |      | 안동권씨말산재사 (安東權氏末山齋舍)                                         | 경북 안동시 북후면 두산리 649               | 안동권씨도촌문중         | 1996년 12월 5일 지정                                                          |      |
| 324호 |      | 남천고택 (南川古宅)                                                         | 경북 안동시 풍천면 가곡리 422               | 권 장                    | 1996년 12월 5일 지정                                                          |      |
| 325호 |      | 화지재 (花池齋)                                                             | 경북 청송군 안덕면 장전리 115               | 영양남씨대문중남세환     | 1996년 12월 5일 지정                                                          |      |
| 326호 |      | 대산리하회댁 (大山里河回宅)                                                 | 경북 성주군 월항면 한개2길 37               | 이건석                   | 1996년 12월 5일 지정, 2013년 4월 8일 해제, 경북 민속문화재 제176호로 재지정   |      |
| 327호 |      | 장기향교 (長鬐鄕校)                                                         | 경북 포항시 남구 장기면 읍성길 92           | 장기향교                 | 1997년 9월 29일 지정                                                          |      |
| 328호 |      | 청하향교 (淸河鄕校)                                                         | 경북 포항시 북구 청하면 청하로 233번길 16-5 | 청하향교                 | 1997년 9월 29일 지정                                                          |      |
| 329호 |      | 경주단고사강당 (慶州丹고祠講堂)                                             | 경북 경주시 강동면 검단리 788               | .                        | 1997년 9월 29일 지정                                                          |      |
| 330호 |      | 인금리월오헌고택 (仁今里月塢軒古宅)                                         | 경북 안동시 풍천면 인금리 845               | .                        | 1997년 9월 29일 지정                                                          |      |
| 331호 |      | 수월헌 (水月軒)                                                             | 경북 구미시 고아면 문성리 628               | .                        | 1997년 9월 29일 지정                                                          |      |
| 332호 |      | 미륵당석조미륵입상 (彌勒堂石造彌勒立像)                                     | 경북 구미시 장천면 오로리 86                | 구미시                   | 1997년 9월 29일 지정                                                          |      |
| 333호 |      | 선산삼강정려 (善山三綱旌閭)                                                 | 경북 구미시 고아면 봉한리 915-3             | .                        | 1997년 9월 29일 지정                                                          |      |
| 334호 |      | 영주동반구정 (榮州洞伴鷗亭)                                                 | 경북 영주시 영주동 438                      | 안동권씨사복재공파문중   | 1997년 9월 29일 지정                                                          |      |
| 335호 |      | 평은리양지암 (平恩里養芝菴)                                                 | 경북 영주시 평은면 평은리 1318              | 수안김씨부장공파외손문중 | 1997년 9월 29일 지정, 2012년 10월 22일 해제, 경북 민속문화재 제152호로 재지정 |      |
| 336호 |      | 상주향청 (尙州鄕廳)                                                         | 경북 상주시 인봉동 90                       | .                        | 1997년 9월 29일 지정                                                          |      |
| 337호 |      | 상금곡사괴당고택 (上金谷四槐堂古宅)                                         | 경북 예천군 용문면 반서울로 31 (상금곡 430) | .                        | 1997년 9월 29일 지정                                                          |      |
| 338호 |      | 해와고택 (海窩古宅)                                                         | 경북 봉화군 봉화읍 해저1리 751              | .                        | 1997년 9월 29일 지정                                                          |      |
| 339호 |      | 영천 귀애정 (永川龜厓亭)                                                    | 경북 영천시 화남면 귀호리 644               | 조영목                   | 1997년 12월 19일 지정, 2013년 4월 8일 해제, 경북 민속문화재 제162호로 재지정  |      |
| 340호 |      | 사남고택 (泗南古宅)                                                         | 경북 청송군 파천면 중평리 395-1             | 신응석                   | 1997년 12월 19일 지정                                                         |      |
| 341호 |      | 만곡정사 (晩谷精舍)                                                         | 경북 영양군 일월면 주곡리 175               | 조강수                   | 1997년 12월 19일 지정                                                         |      |
| 342호 |      | 운문사내원암석조아미타불좌상 (蕓門寺內院庵石造阿彌陀佛坐像)                 | 경북 청도군 운문면 신원리 1803              | 운문사내원암             | 1997년 12월 19일 지정                                                         |      |
| 343호 |      | 안동석탑리방단형적석탑 (安東石塔里方壇形積石塔)                             | 경북 안동시 북후면 석탑리 861-1             | 석탑사                   | 1997년 12월 19일 지정                                                         |      |
| 344호 |      | 운암공부조묘 (耘庵公不조廟)                                                 | 경북 경주시 천북면 성지리 629-1             | .                        | 1998년 4월 13일 지정                                                          |      |
| 345호 |      | 경주유연정 (慶州悠然亭)                                                     | 경북 경주시 강동면 왕신리 310               | .                        | 1998년 4월 13일 지정                                                          |      |
| 346호 |      | 경은이맹전유허비및묘비 (耕隱李孟專遺墟碑및墓碑)                             | 경북 구미시 형곡동142,해평면 금호리 산1     | .                        | 1998년 4월 13일 지정                                                          |      |
| 347호 |      | 순흥향교 (順興鄕校)                                                         | 경북 영주시 순흥면 청구리 437               | .                        | 1998년 4월 13일 지정                                                          |      |
| 348호 |      | 문경대승사윤필암후불탱화 (聞慶大乘寺潤筆庵後佛幀畵)                         | 경북 문경시 산북면 전두리 17                | .                        | 1998년 4월 13일 지정                                                          |      |
| 349호 |      | 옥소권섭영정 (玉所權燮影幀)                                                 | 경북 문경시 문경읍 당포리 184               | .                        | 1998년 4월 13일 지정                                                          |      |
| 350호 |      | 관음리석조반가사유상 (觀音里石造半跏思惟像)                                 | 경북 문경시 문경읍 관음리 산 60             | .                        | 1998년 4월 13일 지정, 2019년 10월 21일 해제, 경북 유형문화재 제548호로 승격   |      |
| 351호 |      | 예천승본동석불입상 (醴泉繩本洞石佛立像)                                     | 경북 예천군 보문면 승본리 산79              | .                        | 1998년 4월 13일 지정                                                          |      |
| 352호 |      | 법계서실 (法溪書室)                                                         | 경북 봉화군 법전면 척곡리 1185              | .                        | 1998년 4월 13일 지정                                                          |      |
| 353호 |      | 김갑동가옥 (金甲東家屋)                                                     | 경북 봉화군 명호면 도천리 654               | .                        | 1998년 5월 25일 지정                                                          |      |
| 354호 |      | 극와고택 (極窩古宅)                                                         | 경북 성주군 월항면 한개2길 40               | 이영직                   | 1998년 6월 3일 지정                                                           |      |
| 355호 |      | 흑석사마애삼존불상 (黑石寺磨崖三尊佛像)                                     | 경북 영주시 이산면 석포리 산1380-1          | 흑석사                   | 1998년 8월 3일 지정                                                           |      |
| 356호 |      | 하학재 (下學齋)                                                             | 경북 포항시 남구 연일읍 달전리 177          | 경주손씨대종회상달암     | 1999년 3월 11일 지정                                                          |      |
| 357호 |      | 군위상매댁 (軍威上梅宅)                                                     | 경북 군위군 부계면 대율리 768               | 홍인규                   | 1999년 3월 11일 지정                                                          |      |
| 358호 |      | 강파헌정침 (江波軒正寢)                                                     | 경북 영덕군 창수면 인량리 422               | 권오웅                   | 1999년 3월 11일 지정                                                          |      |
| 359호 |      | 고령대평리석조여래입상 (高靈大坪里石造如萊立像)                             | 경북 고령군 운수면 대평리 427외             | 국유                     | 1999년 3월 11일 지정                                                          |      |
| 360호 |      | 영주수도리김위진가옥 (榮州水島里金渭鎭家屋)                                 | 경북 영주시 문수면 수도리 220               | .                        | 1999년 8월 9일 지정                                                           |      |
| 361호 |      | 영주수도리김규진가옥 (榮州水島里金圭鎭家屋)                                 | 경북 영주시 문수면 수도리 214               | .                        | 1999년 8월 9일 지정                                                           |      |
| 362호 |      | 영주수도리김정규가옥 (榮州水島里金廷奎家屋)                                 | 경북 영주시 문수면 수도리 227-1             | .                        | 1999년 8월 9일 지정                                                           |      |
| 363호 |      | 영주수도리박덕우가옥 (榮州水島里朴德雨家屋)                                 | 경북 영주시 문수면 수도리 229-2             | .                        | 1999년 8월 9일 지정                                                           |      |
| 364호 |      | 영주수도리박천립가옥 (榮株水島里朴天立價屋)                                 | 경북 영주시 문수면 수도리 229-2             | .                        | 1999년 8월 9일 지정                                                           |      |
| 365호 |      | 문경녹문리고병숙가옥 (聞慶 鹿門里 高柄璹家屋)                               | 경북 문경시 산양면 녹문리 246-3             | 고병숙                   | 1999년 8월 9일 지정                                                           |      |
| 366호 |      | 성주백운리마애여래입상 (星州白雲里磨崖如來立像)                             | 경북 성주군 수륜면 백운리 56-1              | 성주군                   | 1999년 8월 9일 지정                                                           |      |
| 367호 |      | 은해사대웅전 (銀海寺大雄殿)                                                 | 경북 영천시 청통면 치일리 479               | 은해사                   | 1999년 8월 9일 지정                                                           |      |
| 368호 |      | 포항수원김씨남계공파종중문적 (浦項水原金氏南溪公派宗中文籍)                 | 경북 포항시 남구 중앙로 67번길 24-4         | 수원김씨남계공파종중     | 1999년 지정, 2005년 5월 23일 지정내용 추가                                    | ,    |
| 369호 |      | 칠인정 (七印亭)                                                             | 경북 포항시 북구 홍해읍 초곡길 316번길 2    | 인동장씨문중             | 1999년 12월 30일 지정                                                         |      |
| 370호 |      | 안동 시습재                                                                 | 경북 안동시 풍천면 가곡리 415               |                          | 1999년 12월 30일 지정, 2010년 3월 11일 해제, 경북 민속문화재 제138호로 재지정 |      |
| 371호 |      | 안동영양남씨재사 (안동영양남씨재사)                                         | 경북 안동시 일직면 송리리 650               | .                        | 1999년 12월 30일 지정                                                         |      |
| 372호 |      | 원각사목조보살좌상 (圓覺寺木造菩薩坐像)                                     | 경북 구미시 선산읍 노상리 159-4             | .                        | 1999년 12월 30일 지정                                                         |      |
| 373호 |      | 영천경주김씨지사공종택 (永川慶州金氏知事公宗宅)                             | 경북 영천시 임고면 황강리 269 외            | .                        | 1999년 12월 30일 지정                                                         |      |
| 374호 |      | 의성운곡당 (義城雲谷堂)                                                     | 경북 의성군 금성면 산운리 158               | .                        | 1999년 12월 30일 지정                                                         |      |
| 375호 |      | 의성점우당 (義城漸于堂)                                                     | 경북 의성군 금성면 산운리 157               | .                        | 1999년 12월 30일 지정                                                         |      |
| 376호 |      | 의성소계당 (義城小溪黨)                                                     | 경북 의성군 점곡면 윤암리 573               | .                        | 1999년 12월 30일 지정                                                         |      |
| 377호 |      | 의성서계당 (義城西溪堂)                                                     | 경북 의성군 점곡면 윤암리 577               | .                        | 1999년 12월 30일 지정                                                         |      |
| 378호 |      | 영덕천전댁 (盈德川前宅)                                                     | 경북 영덕군 영해면 괴시리 318               | .                        | 1999년 12월 30일 지정                                                         |      |
| 379호 |      | 영덕번호댁 (盈德樊湖宅)                                                     | 경북 영덕군 영해면 괴시리 583               | .                        | 1999년 12월 30일 지정                                                         |      |
| 380호 |      | 정담정려비 (鄭湛旌閭碑)                                                     | 경북 영덕군 창수면 인량리 255-1             | .                        | 1999년 12월 30일 지정                                                         |      |
| 381호 |      | 대봉재사 (大峯齋舍)                                                         | 경북 영덕군 창수면 미곡리 737-1             | .                        | 1999년 12월 30일 지정                                                         |      |
| 382호 |      | 성주기국정 (星州杞菊亭)                                                     | 경북 성주군 벽진면 수촌5길 49-56            | 도원록                   | 1999년 12월 30일 지정                                                         |      |
| 383호 |      | 월성주사댁 (月城主事宅)                                                     | 경북 경주시 강동면 단구리 127               | .                        | 2000년 4월 10일 지정                                                          |      |
| 384호 |      | 안동상여집 (安東喪輿집)                                                     | 경북 안동시 일직면 망호리 747               | .                        | 2000년 4월 10일 지정, 2013년 4월 8일 해제, 경북 민속문화재 제161호로 재지정   |      |
| 385호 |      | 봉화남호구택 (奉化南湖舊宅)                                                 | 경북 봉화군 봉화읍 해저리 723               | .                        | 2000년 4월 10일 지정                                                          |      |
| 386호 |      | 쌍절려 (雙節閭)                                                             | 경북 봉화군 봉화읍 석평리 585               | 배동환                   | 2000년 4월 10일 지정                                                          |      |
| 387호 |      | 김천신리영천이씨정려비 (金泉信里永川李氏旌閭碑)                             | 경북 김천시 봉산면 신리 525                 | 영일정씨선전공파종중     | 2000년 9월 4일 지정                                                           |      |
| 388호 |      | 성산여씨하회댁 (星山呂氏河回宅)                                             | 경북 김천시 구성면 광명리 727-1             | 여만종                   | 2000년 9월 4일 지정                                                           |      |
| 389호 |      | 인금리심씨댁 (仁今里沈氏宅)                                                 | 경북 안동시 풍천면 인금리 846               | 심우영 외                | 2000년 9월 4일 지정                                                           |      |
| 390호 |      | 모원당 (慕遠堂)                                                             | 경북 구미시 인의동 642-2                    | 인동장씨남산파종중       | 2000년 9월 4일 지정                                                           |      |
| 391호 |      | 봉곡동효열비각 (蓬谷洞孝烈碑閣)                                             | 경북 구미시 봉곡동 446-2                    | 밀양박씨경주공파종중     | 2000년 9월 4일 지정                                                           |      |
| 392호 |      | 영해입천정 (寧海卄川亭)                                                     | 경북 영덕군 영해면 괴시리 7                 | 영양남씨괴시파종중       | 2000년 9월 4일 지정                                                           |      |
| 393호 |      | 영해주곡댁 (寧海注谷宅)                                                     | 경북 영덕군 영해면 괴시리 320               | 남용순                   | 2000년 9월 4일 지정                                                           |      |
| 394호 |      | 물소와서당 (勿小窩書堂)                                                     | 경북 영덕군 영해면 괴시리 332               | 남인대                   | 2000년 9월 4일 지정                                                           |      |
| 395호 |      | 영해경주댁 (寧海慶州宅)                                                     | 경북 영덕군 영해면 괴시리 335               | 남현욱                   | 2000년 9월 4일 지정                                                           |      |
| 396호 |      | 영해구계댁 (寧海邱溪宅)                                                     | 경북 영덕군 영해면 괴시리 351               | 이위현                   | 2000년 9월 4일 지정                                                           |      |
| 397호 |      | 괴시리괴정 (槐市里槐亭)                                                     | 경북 영덕군 영해면 괴시리 307               | 영양남씨괴정공파종친회   | 2000년 9월 4일 지정                                                           |      |
| 398호 |      | 각리언곡재 (角里彦谷齋)                                                     | 경북 영덕군 병곡면 각리 668                 | 안동권씨부정공파영해문중 | 2000년 9월 4일 지정                                                           |      |
| 399호 |      | 오촌리갈암고택 (梧村里葛庵古宅)                                             | 경북 영덕군 창수면 오촌리 229               | 이철희                   | 2000년 9월 4일 지정                                                           |      |
| 400호 |      | 안동용수사금호비 (安東龍壽寺禁護碑)                                         | 경북 안동시 도산면 운곡리 273-4             | 용수사                   | 2001년 4월 30일 지정                                                          |      |

## 참고 자료
- 경상북도 고시/공고